# 제임스 코든
제임스 코든(영어: James Corden, OBE, 1978년 8월 22일 ~ )은 잉글랜드의 배우, 작가, 프로듀서, 희극인, 사회자이다.
코미디 드라마 《개빈 & 스테이시》의 스미시 역으로 가장 유명하며, 조연출과 작가를 겸했다. 이 드라마에서의 활약으로 BAFTA 텔레비전상(2008) 등 다수의 상을 받았다.
연극에서도 활발히 활동해서, 《한 남자, 두 주인》으로 2012년 토니상 연극부문 남우주연상을 받는 등 주목을 받았다.
2010년 남아공 월드컵 응원가 〈Shout〉에서 디지 래스컬과 함께 피처링을 했고, 이 노래는 영국 싱글 차트 1위에 올랐다.

## 출연 작품

### 텔레비전
- 팻 프렌즈 (2000 ~ 2005) - 제이미 라이머 역
- 개빈 & 스테이시 (2007 ~ 2010) - 스미시 역
- 닥터후 (2011) - 크레이그 역
- 개빈 & 스테이시 크리스마스 스페셜 (2019) - 스미시 역
- 더 롱 맨즈 (2013 ~ 2014) - 필 본 역
- 더 레이트 레이트 쇼 위드 제임스 코든 (2015 ~ ) - 사회자

### 영화
- 걸리버 여행기 (2010) - 징크스 역
- 삼총사 (2011) - 플랑셰 역
- 비긴 어게인 (2014) - 스티브 역
- 원챈스 (2013) - 폴 포츠 역
- 숲속으로 (2014) - 베이커 역
- 트롤 (2016) - 비기 역
- 피터 래빗 (2018) - 피터 래빗 역 (목소리)
- 오션스8 (2018) - 존 프래지어 역
- 주먹왕 랄프 2: 인터넷 속으로 (2018)
- 스몰풋 (2018)
- 예스터데이 (2019) - 제임스 코든 역
- 캣츠 (2019) - 버스토퍼 존스 역
- 트롤: 월드 투어 (2020) - 비기 역 (목소리)
- 더 프롬 (2020) - 베리 글릭먼
- 피터 래빗 2 (2020) - 피터 래빗 역 (목소리)
- 신데렐라 (2021)

## 서훈
- 2015년 대영 제국 훈장 4등급(OBE) 수훈[1]

## 주해
1. ↑  풀 네임은 닐 "스미시" 스미스(Neil "Smithy" Smith)
2. ↑  원어: One Man, Two Guvnors